# 傅熹年
傅熹年（1933年1月2日—），男，四川江安人，生于北京，中国建筑历史学家、文物鉴定专家，现任建设部科学技术委员会委员、国家文物鉴定委员会委员、清华大学建筑学院兼职教授、中国建筑设计研究院建筑历史研究所研究员、中央文史研究馆馆员。

## 荣誉
1994年当选为中国工程院土木、水利与建筑工程学部院士。

## 学术贡献
傅熹年主要从事中国建筑史研究工作，重点研究中国古代城市和宫殿、坛庙等大建筑群的规划设计。此外，由于家学渊源，傅熹年对古籍版本目录学以及书画、玉器等文物鉴定也颇有研究。

## 著作
- . 文物出版社. 1998. ISBN 9787501009381.
- . 中国建筑工业出版社. 1998. ISBN 9787112035724.
- . 中华书局(香港)有限公司. 1998. ISBN 9789622315549.
- . 河南美术出版社. 1999. ISBN 9787540107536.
- . 中国建筑工业出版社. 2001. ISBN 9787112031238.
- . 中国建筑工业出版社. 2001. ISBN 9787112045624.
- . 复旦大学出版社. 2004. ISBN 9787309039702.
- . 百花文艺出版社. 2009. ISBN 9787530648285.

## 家庭
祖父傅增湘是民国时期收藏家。

## 祖父遗产的诉讼
傅熹年的祖父傅增湘去世后遗有大量的古籍、字画、文物等。1966年文革时傅家被抄家，1971年国家开始逐步归还傅家财产。这些财产后来主要由傅熹年掌管。2005年堂妹傅钰年等人提出上诉，要求分割总估价过亿元的祖产。由于涉诉金额极大，被称为“中国内地最大遗产案”。2009年北京市第一中级人民法院作出一审判决，只认定50余件（包括傅增湘印章40余枚）物品属于傅增湘遗产，为其后人共有，驳回了傅钰年的其他诉讼请求。2010年8月北京市高级人民法院以超过诉讼时效为由，终审判决维持了原判。